# Emil Reinecke
Emil Reinecke (Einbeck, 26 d'abril de 1933 - Delmenhorst, 4 de maig de 2011) va ser un ciclista alemany que fou professional entre 1956 i 1961. Va competir tant per la Alemanya Federal com per la República Democràtica Alemanya. Va combinar tant la carretera, la pista com el ciclocròs.

## Palmarès
- 1954
  -  Campió d'Alemanya en ciclocròs

### Resultats al Tour de França
- 1960. 56è de la classificació general

### Resultats al Giro d'Itàlia
- 1958. Abandona